# Stormfågeln
Stormfågeln är en svensk dramafilm från 1914 i regi av Mauritz Stiller. 

## Om filmen
Filmen premiärvisades 22 september 1914 på biograf Röda Kvarn i Stockholm. Filmen spelades in vid Svenska Biografteaterns ateljé på Lidingö med exteriörer från Åre järnvägsstation med omgivningar och i Lärkstaden på Östermalm i Stockholm. av Julius Jaenzon. 
Filmen blev också Svenska Bios dittills största ekonomiska framgång utomlands, i Finland dit filmen också sålts, förbjöds dess visning av censuren den 3 april 1915 eftersom den behandlade ett aktuellt ämne från tsarens Ryssland.

## Rollista (i urval)
- Lili Bech – Olga Marrow, studentska, kallad Storm!fågeln
- Richard Lund – Paul Dettleff, medicine studerande
- Lilly Jacobsson – Maria Witte
- Gustaf Callmén – Dettleff, Pauls far, godsägare
- Jenny Tschernichin-Larsson – Pauls mor
- Sigrid Deurell-Lundgren – Marias mor
- Stina Berg – Iwans hustru
- John Ekman – rysk gendarm
- Uno Larsson